# Karel van Mander den yngre
Karel van Mander den yngre, född 1579 i Kortrijk, död 26 februari 1623 i Delft, var en nederländsk tapetmålare och konstnär. Han var son till Karel van Mander den äldre och far till Karel van Mander den yngste.
Karel van Mander ägnade sig åt tapetväveriet och hade verkstad i Delft. Han lät bland annat efter uppdrag av Kristian IV 1614 framställa en tapetsvit om 24 tapeter för Frederiksborgs slott, skildrande Kristian IV:s segrar över svenskarna i Kalmarkriget, som uppsattes 1621. Tapeterna förstördes i samband med branden på slottet 1859, men kopior av dem tillverkades under 1900-talet.